# Serral del Suro
El Serral del Suro és una serra situada al municipi de Vallirana a la comarca del Baix Llobregat, amb una elevació màxima de 435 metres.